# ...All That Might Have Been…
Albums de Peter Hammill
Consequences
(2012) From the Trees
(2017)
...all that might have been... est le trente-quatrième album studio de Peter Hammill, sorti en 2014. Comme son titre le laisse entendre (Tout ce qui aurait pu avoir été), cet album est une compilation de titres, parfois très anciens (de l'époque de Van der Graaf Generator avant même d'avoir amorcé une carrière solo),  jamais entrés dans un album jusqu'alors[réf. souhaitée].

## Liste des titres
1. In Overview
2. The Last Time
3. Never Wanted
4. As for Him
5. Nowhere Special
6. Piper Smile
7. Wanted to Belong
8. This Might...
9. Inklings, Darling
10. Be Careful
11. Alien Clock
12. Drifting Through
13. Washed Up
14. Rumpled Sheets
15. Fool-proof
16. Can’t Get Home
17. Washed Away
18. Back Road
19. The Line Goes Dead
20. He Turns Away
21. Hooks

## Montage
Les titres s'enchaînent sans discontinuité.